# Hansa-Brandenburg CC
L'Hansa-Brandenburg CC era un idrocaccia biplano sviluppato dall'azienda tedesco imperiale Hansa und Brandenburgischen Flugzeugwerke GmbH e prodotto, oltre che dalla stessa, anche dall'austro-ungarica Phönix Flugzeugwerke negli anni dieci del XX secolo.
Impiegato principalmente dai reparti aeronautici della k.u.k. Kriegsmarine, la marina militare dell'Impero austro-ungarico, venne utilizzato anche dalla Kaiserliche Marine tedesca durante la prima guerra mondiale.

## Storia del progetto
Nel 1916 Ernst Heinkel, allora direttore dell'ufficio tecnico della Hansa und Brandenburgische Flugzeugwerke, ideò una rivoluzionaria soluzione tecnica per la controventatura delle ali nei velivoli a velatura biplana: l'insolita struttura, che aveva il compito di collegare l'ala superiore a quella inferiore, era costruita unendo (per ciascuna coppia di semiali) quattro sottostrutture a V, realizzate in tubi d'acciaio saldati ed uniti tra loro al centro dello spazio tra le due semiali, a formare una "stella". La soluzione, nelle intenzioni del progettista, doveva garantire una maggiore penetrazione aerodinamica per l'eliminazione dei tiranti in cavetto d'acciaio offrendo inoltre, al prezzo di un maggior peso complessivo, una maggiore robustezza rispetto alla soluzione tradizionale con montanti e cavi di rinforzo.
La Kaiserliche Marine si dichiarò interessata a questa soluzione e, nella speranza di disporre di un velivolo che risultasse superiore nelle prestazioni rispetto ai modelli avversari, emise un ordine per valutare un singolo prototipo (con opzione per 35 esemplari di serie) di un nuovo idrovolante da caccia dotato di questa tecnologia per equipaggiare i propri reparti. Heinkel quindi diede inizio allo sviluppo del CC, designazione che si riferiva all'imprenditore triestino Camillo Castiglioni, il responsabile austro-ungarico dell'azienda Hansa-Brandenburg; si trattava di un idrovolante monoposto che, a parte la velatura, riproponeva un'impostazione convenzionale basata su una struttura in legno ricoperta da pannelli in compensato per la fusoliera e in tela per le ali.
Il prototipo, numero di serie 946, venne presentato al personale militare della Kaiserliche Marine nel corso del febbraio 1917 presso la base di Warnemünde. Non è chiaro però in questo frangente se la valutazione fu coronata dal successo. Alcune fonti non lo ritengono particolarmente gradito dal personale della marina militare tedesco imperiale, che lo valutò inadatto ad operare nel Mare del Nord; altre non riconoscono i limiti ad esso attribuiti, tanto che le fonti non sono concordi né nell'ordine emesso dalle autorità militari né nella quantità di esemplari forniti successivamente. Castiglioni tuttavia propose il modello alla k.u.k. Kriegsmarine, la marina militare austro-ungarica, che stava cercando un modello idoneo ad operare nelle missioni sulla laguna di Venezia.
Un CC venne quindi consegnato alla Stazione Navale di Trieste dove, il 6 ottobre 1916, una versione equipaggiata con un motore Austro-Daimler da 185 CV venne testata da Goffredo de Banfield, che ne risultò entusiasta: dichiarò in seguito che si trattava del miglior idrocaccia che avesse mai pilotato, e ne fece il suo aereo personale con l'identificativo A12 dipinto sullo scafo.
La k.u.k. Kriegsmarine il 21 ottobre successivo emise un primo ordine per 12 Typ CC, la serie da A13 ad A24, da equipaggiare con motori Hiero 6 da 180 hp (in realtà gli esemplari da A14 ad A17 ricevettero la versione da 160 hp), a cui seguì un secondo ordine in data 1º novembre per altre 24 unità (da A25 ad A48) motorizzate con Hiero da 200 CV; alcuni dei velivoli di questo secondo gruppo (dal A31) incorporavano delle modifiche ideate per venire incontro alle esigenze della Kaiserliche Marine e della k.u.k Kriegsmarine: la rimozione del radiatore di tipo automobilistico sostituito da una soluzione inserita nel profilo alare e la sostituzione della singola mitragliatrice posizionata davanti alla cabina di pilotaggio con due collocate, una per ciascun lato, sullo scafo.

## Tecnica
L'Hansa-Brandenburg CC era un idrovolante dall'aspetto, per la sua epoca, convenzionale: presentava una cellula monoposto con configurazione a scafo centrale abbinato ad una velatura biplana e motore collocato in posizione spingente.
Presentava uno scafo centrale realizzato in legno, dotato di un abitacolo aperto a disposizione del pilota.

Vista frontale e di profilo dell'Hansa-Brandenburg CC che mette in evidenza (in rosso) la peculiare struttura "a stella" dei montanti interalari di rinforzo. Notare l'assenza di cavi di controventatura.

La configurazione alare era biplano-sesquiplana, caratterizzata cioè dall'ala inferiore, posizionata alta sullo scafo, di apertura leggermente minore della superiore, posizionata a parasole, longitudinalmente sovrapposte e collegate tra loro dal caratteristico complesso di montanti "a stella" già sperimentato da Heinkel nel modello "terrestre" KD (identificato come D.I dalle convenzioni Idflieg).
Il motore era posizionato tra le due ali, in un'incastellatura in configurazione spingente; motore che variò, sia come fornitura che come potenza espressa, in base all'azienda costruttrice ma sempre con la stessa architettura, 6 cilindri in linea raffreddato a liquido, accoppiato ad un'elica bipala in legno a passo fisso.
Anche l'armamento variò in base alla nazionalità del costruttore, dalla singola mitragliatrice LMG 08/15 Spandau calibro 7,92 mm posizionata in caccia, centralmente davanti all'abitacolo per gli esemplari prodotti in Germania alla configurazione ad una o due M.07/12 Schwarzlose calibro 8 mm, queste ultime posizionate sui lati dell'abitacolo, per gli esemplari austro-ungarici.
Nel corso della vita operativa dell'Hansa-Brandenburg CC esso subì alcune modifiche: la fusoliera venne allungata in modo da migliorare la stabilità intorno all'asse verticale; venne eliminato l'originale scalamento delle ali; vennero introdotte strutture di rinforzo aggiuntive tra le ali per moderare alcune pericolose vibrazioni.

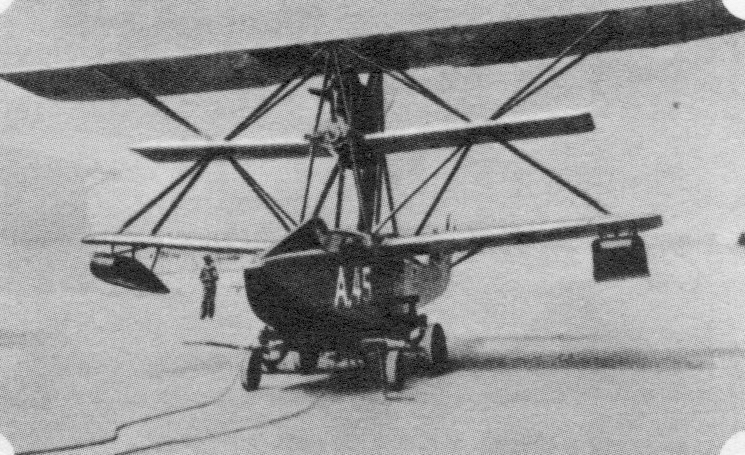
La variante sperimentale triplana dell'Hansa-Brandenburg CC.

Su un esemplare (A45) venne sperimentata l'aggiunta di una terza ala, a metà altezza tra l'inferiore e la superiore; collaudato nel maggio 1917, l'aereo fece rilevare un miglioramento delle prestazioni in termini di velocità di salita, ma a causa dell'aumento della resistenza aerodinamica e del peso la velocità massima diminuì significativamente e la modifica eseguita in via sperimentale non ebbe seguito (l'A45 precipitò vicino a Trieste il 19 settembre 1917.

## Impiego operativo
Il primo dei CC entrati in servizio nella k.u.k. Kriegsmarine fu consegnato il 16 dicembre 1916 a Trieste. In seguito, tra l'estate e l'autunno 1917, furono a disposizione delle stazioni costiere dell'alto Adriatico di Trieste, Pola e Parenzo e di quelle del basso Adriatico di Kumbor e Durazzo con il compito di salvaguardare la costa da attacchi sia da mare che dal cielo da parte delle forze italiane. L'introduzione del più moderno Hansa-Brandenburg W.18, alla fine del 1916, lo relegò ad incarichi minori anche se l'ultima missione in prima linea di un CC risale all'inizio del giugno 1918.

## Versioni
CC
versione di serie caratterizzata dalla struttura di collegamento tra le ali di tipo "stellare".
CC / W.17
variante dalla struttura di collegamento tra le ali composti da una coppia di montanti obliqui per lato
CC "Dreidecker"
variante dalla velatura triplana (esemplare A45)

## Utilizzatori
Austria-Ungheria
- k.u.k. Kriegsmarine

 Germania
- Kaiserliche Marine